# Ciara Grant (football, 1978)
Ne doit pas être confondu avec Ciara Grant (football, 1993).
Ciara Mary Grant, née le 17 mai 1978 à Waterford, est une footballeuse internationale irlandaise. Elle joue au poste de défenseur central ou de milieu défensif.

## Carrière
Ciara Grant annonce le 20 février 2013 son retrait du football international. En 17 saisons avec l'équipe nationale irlandaise elle a disputé 105 matchs et marqué 11 buts. Au moment de son retrait elle détient le record de sélections dans son pays, record qu'elle garde pendant un an avant d'être dépassée par son ancienne coéquipière Emma Byrne.
Ciara Grant joue pendant six saisons dans l'équipe d'Arsenal qui domine alors le championnat anglais. Elle compte 403 matchs sous les couleurs du club londonien.

## Palmarès
- Coupe féminine de l'UEFA : 1

2006-2007
- Championnat d'Angleterre : 9

2000–2001, 2001–2002, 2003–2004, 2004–2005, 2005–2006, 2006–2007, 2007–2008, 2008–2009, 2009-2010.
- Coupe d'Angleterre : 7

1998-1999, 2000–2001, 2003–2004, 2005–2006, 2006–2007, 2007–2008, 2008–2009, 2010-2011.
- FA Women's Premier League Cup : 6

1998–1999, 1999-2000, 2000–2001, 2004–2005, 2006–2007, 2007–2008.
- Coupe d'Irlande
  - Vainqueur : 1993[4],[5].